# ГЕС Xekaman 3
ГЕС Xekaman 3 — гідроелектростанція у південно-східній частині Лаосу. Знаходячись вище від ГЕС Xekaman 1, входить до складу каскаду у сточищі річки Xe Kaman, лівої притоки Секонгу, котрий вже на території Камбоджі зливається з Тонле-Сан та невдовзі впадає ліворуч до Меконгу (басейн Південно-Китайського моря).
У межах проекту праву притоку Xekaman річку Nậm Pagnou перекрили кам'яно-накидною греблею з бетонним облицюванням висотою 101,5 метра, довжиною 540 метрів та завтовшки по гребеню 10 метрів. Вона утворила водосховище з площею поверхні 2,13 км2, об'ємом 142 млн м3 та корисним об'ємом 109 млн м3, в якому припустиме коливання рівня поверхні в операційному режимі між позначками 925 та 960 метрів НРМ (на випадок повені останній показник може збільшуватись до 965 метрів НРМ).
Зі сховища через правобережний гірський масив прокладений дериваційний тунель довжиною 6 км та діаметром 4 метри, котрий на завершальному етапі сполучений з запобіжним балансувальним резервуаром висотою 43 метри з діаметром 12 метрів. Після цього ресурс потрапляє у напірний водовід загальною довжиною понад 1,4 км, який включає дві вертикальні шахти висотою 172 та 92 метра. Завершальний діаметр водоводу зменшується до 3,1 метра.
Основне обладнання станції становлять дві турбіни типу Френсіс потужністю по 127,5 МВт, які при напорі у 520 метрів повинні забезпечувати виробництво 978 млн кВт-год електроенергії на рік.
90 % виробленої на станції електроенергії призначено для експорту до В'єтнаму по ЛЕП, розрахованих на роботу під напругою 220 кВ. Частина продукції подається у місцеву мережу за допомогою ЛЕП з напругою 115 кВ.